# Traute Brüggebors
Traute Dorothea Brüggebors, verheiratete Dittmann (* 10. Dezember 1942 in Spieka, Provinz Hannover) ist eine deutsche Lehrerin und Autorin, die überwiegend in niederdeutscher Sprache veröffentlicht.

## Leben
Brüggebors wuchs als Tochter eines Postbeamten im Land Wursten auf und durchlief ab 1948 zunächst die Volksschule in Spieka und dann von 1953 bis 1954 die Realschule in Dorum. Von 1954 bis 1963 besuchte sie das Gymnasium für Mädchen Cuxhaven. Nach dem Abitur absolvierte sie ein Lehramtsstudium an der Hochschule zur Lehrerausbildung in Bremen und wurde nach dessen Abschluss Lehrerin. Von 1966 bis 1971 unterrichtete sie in Bremen und von 1977 bis 1979 in Syke.
Seit 1965 schreibt Brüggebors Lyrik und Prosa in Wurster Platt. Sie war von 1987 bis 1992 Vorsitzende des Vereins Bevensen-Tagung.
Traute Brüggebors war seit 1968 mit Eckehart Dittmann (* 18. Dezember 1941; † 29. März 2002) verheiratet und hat dessen Familiennamen angenommen. Sie schreibt aber weiter unter ihrem Geburtsnamen.
Die Autorin lebt in Syke.

## Auszeichnungen
- 1971: Schnoor-Preis von Bremen
- 1980: Nicolas-Born-Preis des Landes Niedersachsen

## Werke

### In Niederdeutsch
- Scherensnitt: Niederdeutsche Gedichte, Verlag Zum Halben Bogen, Bovenden 1977
- Spegelbild, Verlag der Fehrs-Gilde, Hamburg 1980, ISBN 3-87849-025-9
- Wenn de Pappelbööm singt: 33 plattdüütsche Geschichten; Hrsg. im Auftrag des Kreisheimatbundes Diepholz e.V. von Traute Dittmann (Brüggebors) und Carl Scholz, Verlag Schröder, Diepholz 1998, ISBN 3-89728-025-6
- Achter de Kulissen: 26 plattdüütsche Geschichten un Gedichte, Hrsg. im Auftrag des Kreisheimatbundes Diepholz e.V. von Traute Dittmann (Brüggebors), Verlag Schröder, Diepholz 1998, ISBN 978-3-89728-064-9
- Dat groote plattdüütsche Leesbook, Hrsg. Hartmut Cyriacks und Peter Nissen, Autoren: Hermann Bärthel, Hertha Borchert, Magreta Brandt, Hans-Hermann Briese, Waltrud Bruhn, Klaus Groth, Irmgard Harder, Hein Hoop, Harald Karolczak, Rudolf Kinau, Fritz Reuter, Alma Rogge, Diedrich Heinrich Schmidt, Gerd Spiekermann und Gernot de Vries, Quickborn-Verlag, Hamburg 1996, ISBN 3-87651-195-X

### Über Niederdeutsch
- Verbreitung und Pflege des Plattdeutschen an Bremer Hauptschulen, Verfasser: Traute Brüggebors, Staatsarbeit Universität Bremen o. Jahrg.
- Erfahrungen mit hochdeutschen und plattdeutschen Kurzgeschichten in einer Arbeitsgemeinschaft Plattdeutsch, Verfasser: Traute Brüggebors, Staatsarbeit Universität Bremen 1970
- "Kannitverstahn" – is nich allens Schokolaad, wat bruun is ..., 62. Bevensen-Tagung – Jahrestagung für Niederdeutsch; 18. – 20. September 2009 in Bad Bevensen

## Diskografie
- Niedersächsische Schlachteplatte (LP), Herbert Bodzin, Hans O. E. Gronau und Traute Brüggebors, Jazz und Geschichten, Platt & Moderne – PM 101 stereo, 1977